# Атрактилозид
Атрактилозид — органическое вещество, гликозид. Обладает высокой токсичностью за счет ингибирования транслоказы — белка, расположенного в мембране митохондрий и ответственного за обменную диффузию АДФ и АТФ.